# Gabiano riserva
Le Gabiano riserva est un vin italien de la région Piémont doté d'une appellation DOC depuis le 15 juillet 1983. Seuls ont droit à la DOC les vins rouges récoltés à l'intérieur de l'aire de production définie par le décret. 

## Aire de production
Les vignobles autorisés se situent en province d'Alexandrie dans les  communes Gabiano et Moncestino,  sur la dernière série de collines du Monferrato qui descendent vers le Pô. La superficie plantée en vignes est de  5,30 hectares
Le vin rouge du Gabiano riserva répond à un cahier des charges plus exigeant que le Gabiano, essentiellement en relation avec le titre alcoolique et le vieillissement. Le vieillissement minimum légal pour un vin du type riserva est de 24 mois. La période de vieillissement commence à compter du 1er janvier suivant l'année de production des raisins.

## Caractéristiques organoleptiques
- couleur : rouge rubis intense avec des reflets grenat.
- odeur : vineux avec une légère note caractéristique, agréable
- saveur : sec, harmonieux et plein

Le Gabiano riserva se déguste à une température de 16 à 18 °C. Le vin peut vieillir 3 - 5 ans.

## Production
Province, saison, volume en hectolitres :
- pas de données disponible